# Universal Credit Corporation
A Universal Credit Corporation foi uma entidade financiadora dos carros da Ford que existiu nos EUA em da década de 1930. Em 1932, Henry Ford vendeu a corporação por US$ 50 milhões para financiar suas operações de fabricação durante a  Grande Depressão de 1932.